# Wolfgang (Anhalt-Köthen)

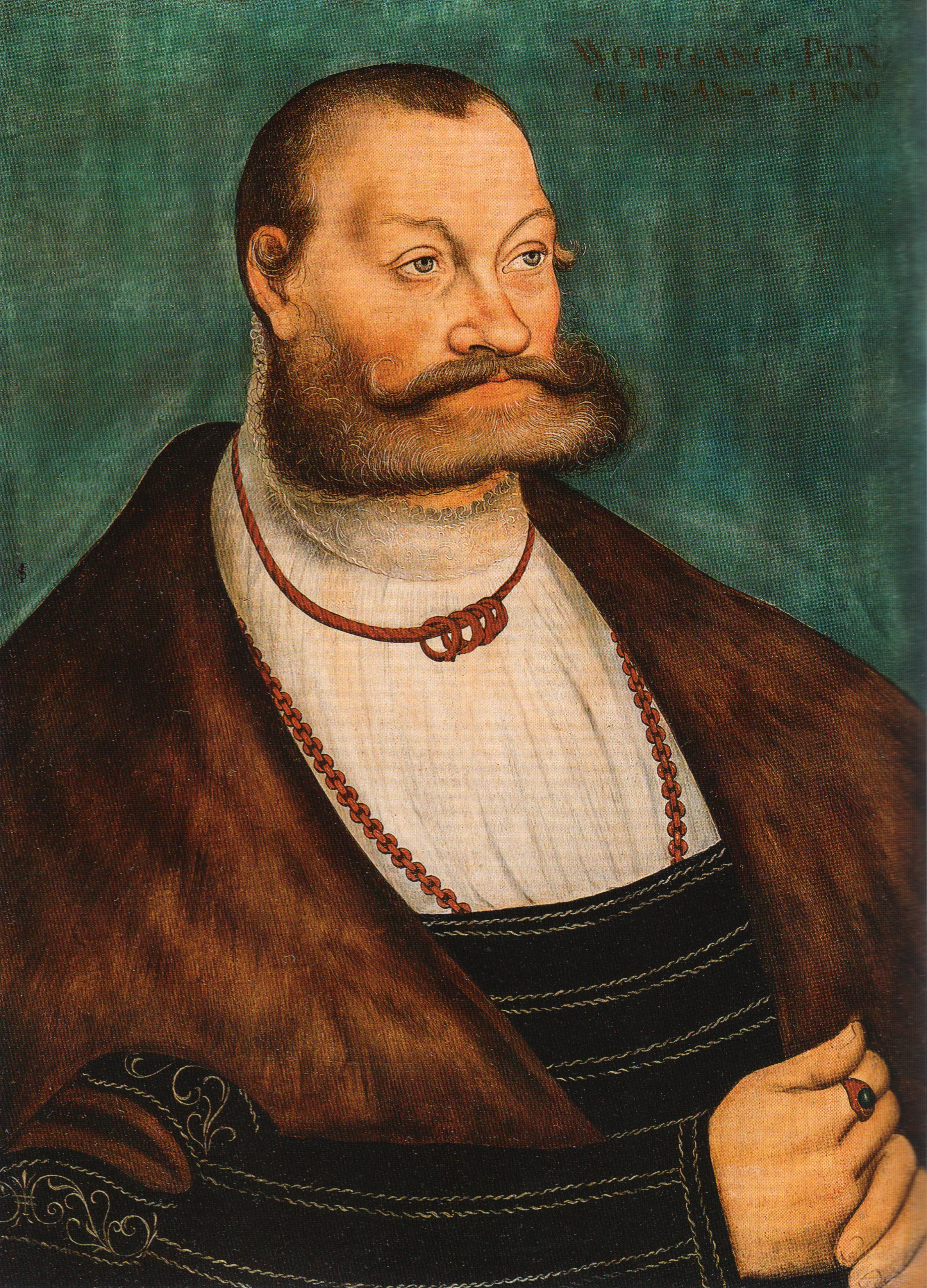
Wolfgang von Anhalt-Köthen

Wolfgang, Fürst von Anhalt-Köthen, genannt „der Bekenner“ und „der Standhafte“ (* 1. August 1492 in Köthen; † 23. März 1566 in Zerbst) aus dem Geschlecht der Askanier, war ein anhaltischer Landesfürst und Reformator. Er regierte von 1508 bis 1562.

## Leben
Wolfgang wurde als Sohn des Fürsten Waldemar VI. und der Margarete von Schwarzburg auf der alten Köthener Burg geboren. Schon als Achtjähriger besuchte er im Jahre 1500 die Universität Leipzig, übernahm mit 16 Jahren 1508 die Regierung seines Landes und hielt sein Hoflager in Köthen.
1521 lernte er auf dem Reichstag zu Worms Martin Luther kennen und berichtete später: „Er hat mir das Herz abgewonnen.“ Mit Luthers Hilfe führte er die Reformation schon 1525 in Anhalt-Köthen und 1526 in Anhalt-Bernburg ein, als drittem und viertem Land der Welt nach dem Kurfürstentum Sachsen und Herzogtum Preußen (1525 säkularisiert, vormals Deutschordensstaat). Wolfgang trat dem 1526 zu Torgau geschlossenen Torgauer Bund der evangelischen Stände bei und war eines der hervorragendsten Glieder des Schmalkaldischen Bundes.
1529 war Wolfgang einer der sechs fürstlichen Wortführer der Protestation auf dem Reichstag zu Speyer. 1530 unterzeichnete er auf dem Reichstag zu Augsburg die Augsburgische Konfession. 1534 unternahm er in Anhalt-Köthen die ersten Kirchenvisitationen, enteignete den Kirchenbesitz und vermachte ihn den Gemeinden.
1544 trat Wolfgang in einem Vergleich seinen Anteil an Anhalt-Zerbst an seine Vettern ab und erhielt dafür Anhalt-Bernburg, wo er bereits ab 1538 den „Wolfgang-Bau“ des Bernburger Schlosses im Renaissance-Stil errichten ließ. Als die alte Burg der Stadt Köthen 1547 niederbrannte, verlegte er seinen Wohnsitz ganz nach Bernburg. Er nahm 1547 an der Schlacht bei Mühlberg teil und wurde dafür vom Kaiser geächtet. Wolfgang hielt sich hierauf im Harz auf, wurde 1551 vom sächsischen Kurfürsten Moritz zum Gouverneur von Magdeburg ernannt und 1552 durch den „Vertrag zu Passau“ von der Reichsacht befreit, worauf er seine Besitzungen zurückerhielt und die Regierung wieder antreten durfte.
1562 trat Wolfgang seine Besitzungen an seine Vettern ab und behielt lediglich Coswig, zog aber schon 1564 von dort nach Zerbst, wo er am 23. März 1566 unvermählt verstarb. Sein Nachfolger war Fürst Joachim Ernst von Anhalt.
Die Wolfgangstraßen in Bernburg, Dessau und Köthen erinnern an ihn.

## Gedenktag
23. März im Evangelischen Namenkalender.